# デヴィッド・リンゼイ＝アベアー
デヴィッド・リンゼイ＝アベアー（David Lindsay-Abaire, 1969年11月30日 - ）は、アメリカ合衆国の劇作家である。2007年に『Rabbit Hole』でピューリッツァー賞戯曲部門を受賞した。

## 生い立ち
マサチューセッツ州ボストンで生まれる。
サラ・ローレンス大学で演劇を学び、1992年に卒業した。1996年から1998年までジュリアード学院でマーシャ・ノーマンとクリストファー・デュラングの指導の下に執筆活動を行う。

## キャリア
2006年にニューヨークで『Rabbit Hole』を製作する。翌2007年にはピューリッツァー賞戯曲部門を受賞し、トニー賞にもノミネートされる。
映画の脚本にも参加しており、『ロボッツ』（2005年）、『インクハート/魔法の声』（2007年）などにクレジットされている。2010年には自身の戯曲を自ら脚色した『ラビット・ホール』が公開され、第26回インディペンデント・スピリット賞などにノミネートされた。2012年にはドリームワークス・アニメーションの『 ガーディアンズ 伝説の勇者たち』が公開された。2013年には『オズ はじまりの戦い』が公開される。

## 私生活
結婚しており、子供が2人いる。ニューヨーク市ブルックリン区在住。